# Guānyú wǒ hé guǐ biàn jiārén de nà jiàn shì
關於我和鬼變成家人的那件事 (en hanyu pinyin: guānyú wǒ hé guǐ biàn jiārén de nà jiàn shì, lit. en català «Sobre mi i el fantasma que es va convertir en un membre de la família»), més conegut internacionalment en anglès com Marry My Dead Body, és una pel·lícula de la República de la Xina (Taiwan) de comèdia sobrenatural i misteri de 2022 dirigida per Cheng Wei-hao i protagonitzada per Greg Hsu, Austin Lin i Gingle Wang. La pel·lícula es va estrenar en el Festival de Premis Cavall d'Or del Cinema de Taipei el 17 de novembre de 2022 i es va estrenar oficialment a Taiwan el 10 de febrer de 2023. Va ser seleccionada com la candidata taiwanesa a la millor pel·lícula de parla no anglesa en els Premis Oscar de 2023.
La història combina amb humor el costum tradicional xinesa del matrimoni fantasma amb una història policíaca, així com un romanç entre un ésser humà i un fantasma.

## Premissa
Un dia, un agent de policia troba un sobre vermell de noces, només per a descobrir que l'amo és en realitat un fantasma que demana la mà de l'agent abans de la reencarnació. Què ocorrerà quan un humà i un fantasma formin un vincle especial?

## Música
El tema principal de la pel·lícula, «Untitled», està interpretat per la guanyadora del premi Cavall d'Or, Jolin Tsai, que també va participar en la composició i producció. Ella i el director Cheng Wei-hao ja havien col·laborat en dues ocasions. La cançó descriu les fases de l'enamorament, des de l'ambigüitat i la confusió, passant per la cerca i l'exploració, fins a la il·luminació sobtada. El títol de la cançó, «Untitled», descriu un amor que no necessita definir-se, sinó que ha trobat l'estat més confortable.
| Núm. | Títol                              | Artista    | Durada |
| ---- | ---------------------------------- | ---------- | ------ |
| 1.   | «親愛的對象» (en anglès: Untitled) | Jolin Tsai | 4:54   |